# Mr. Queen
Mr. Queen (hangul: 철인왕후; RR: Cheorinwanghu) är en sydkoreansk TV-serie. Den sändes på tvN från 12 december 2020 till 14 februari 2021. Shin Hye-sun och Kim Jung-hyun spelar i huvudrollerna.

## Rollista (i urval)
- Shin Hye-sun som Kim So-yong, drottning Cheorin
- Kim Jung-hyun som Yi Won-beom, kung Cheoljong